# Claudia Jung
Claudia Jung (Ratingen, 12 de abril de 1964) é uma cantora e atriz alemã. Membro do parlamento alemão representando a Baviera, Claudia Jung é casada com o produtor musical Hans Singer desde 1997, com quem tem uma filha. Vive desde 1997 em uma fazenda em Gerolsbach em Pfaffenhofen an der Ilm, juntamente com cerca de 50 animais.

## Vida e vida artística

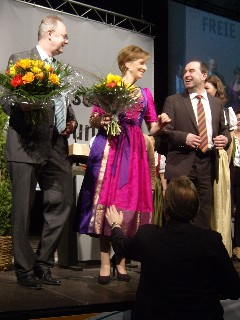
Caludia Jung, juntamente com Bernhard Pohl e Hubert Aiwanger, no "Politischer Aschermittwoch Deggendorf", em 9 de março de 2011.

Claudia Jung trabalhou como técnica de laboratório fotográfico, enfermeira assistente e guia de turismo na Itália. Nesse meio tempo ela se apresentava como cantora por  hobby. Quando criança teve aulas de violão e durante o período escolar participou do coral "Amt-Angerland". De 1974 a 1980 frequentou a "Liebfrauenschule", em Ratingen.
Em 1984 ela conheceu o produtor musical Schairer Adam e fez os primeiros testes como cantora. Trabalhando com Schairer, com o compositor e produtor Jean Frankfurter e com o letrista Frankfurter Erich Offierowski, ensaiou as primeiras canções, ao que se seguiu o lançamento do primeiro single.
No ano de 2005 Claudia Jung teve uma paralisia das cordas vocais, de modo que sua turnê "Herzzeiten" teve de ser adiada. Ao longo de sua carreira, conquistou inúmeros discos de ouro e platina e o prêmio Fred-Jay-Textdichterpreis. Claudia Jung também cantou em duetos com muitas estrelas, como Richard Clayderman, Perinic Rosanna e Nino de Angelo. Conquistou o "Echo", o equivalente alemão do prêmio norteamericano Grammy por duas vezes, em 1994 e 2000.
Desde 2005 Claudia Jung é a mentora do projeto LILALU. Em novembro de 2007 ela assumiu patrocínio ao projeto Paulihof de um centro de proteção à criança (Kinderschutz e.V.), perto de Aichach. Os animais de sua fazenda trabalham como co-terapeutas junto às crianças que perderam, geralmente devido a traumas graves, a confiança em si, nas pessoas ou no meio ambiente que as cerca.
Em 2008 Claudia Jung  fez sua estreia como atriz na comédia musical "Das Musikhotel am Wolfgangsee" (O conservatório no Lago Wolfgang), onde representou a recepcionista e amante do gerente do hotel Sascha Hehn.
| “              | Ich kann nur in der Sprache singen, in der ich auch träume.. Eu posso cantar apenas em uma língua na qual eu também sonhe... | ” |
| — Claudia Jung | |   |

### Premiação como cantora
- Echo – 1994 e 2000.
- Goldene Stimmgabeln – 1995, 1996, 1997, 1998 e 2002
- Amadeus Austrian Music Award 2002
- Fred-Jay-Preis 2002

### Discografia

#### Singles
- 06/1986 Immer wieder eine Handvoll Zärtlichkeit
- 02/1987 Träume sterben nie
- 09/1987 Amore Amore
- 06/1988 Atemlos
- 10/1988 Halt' mich fest
- 04/1989 Roter Horizont
- 08/1998 Stumme Signale
- 01/1990 Etwas für die Ewigkeit
- 04/1990 Eine Reise ins Licht
- 08/1990 Fang mich auf
- 12/1990 Er war wie du
- 04/1991 Mittsommernacht
- 07/1991 Schmetterlinge
- 11/1991 Wo kommen die Träume her
- 07/1992 Du ich lieb’ Dich
- 11/1192 Das Dunkel der Nacht
- 04/1993 Lass mich doch nochmal
- 03/1994 Unter meiner Haut
- 09/1994 Je t’aime mon amour (Duetto con Richard Clayderman)
- 03/1995 Komm und tanz ein letztes mal mit mir
- 10/1995 Wer die Sehnsucht kennt
- 03/1996 Domani l’amore vincera (Duetto con Rosanna Perinic)
- 10/1996 Ein Lied, das von Liebe erzählt
- 12/1996 Weihnachtszeit - Mistletoe and Wine (Duetto con Cliff Richard)
- 08/1997 Lieb mich nochmal
- 01/1998 Ich vermiss’ Dich zu sehr
- 10/1998 Hand in Hand (Duetto con Nino De Angelo)
- 02/1999 Nur mit Dir
- 06/1999 Wo die Freiheit beginnt
- 09/1999 Frieden allezeit (Duett with Corinna May)
- 08/2001 Auch wenn es nicht vernünftig ist
- 12/2001 Hast Du alles vergessen
- 04/2002 Und dann tanz ich ganz allein
- 09/2002 Wenn es morgen nicht mehr gibt
- 02/2003 Tausendmal ja
- 03/1993 Ich denk immer noch an Dich
- 05/2003 Mittenrein ins Glück
- 09/2003 Seelenfeuer
- 06/2004 Heut fliegt in Engel durch die Nacht (Duett with Anna Charlotte)
- 09/2004 Ich kann für nichts mehr garantier’n
- 01/2005 Um den Schlaf gebracht
- 05/2005 Geh’n wir zu mir oder zu Dir
- 04/2006 Bleib doch heut’ Nacht
- 08/2006 Hey, nen’ kleinen Schuss, denn hattest Du doch schon immer
- 01/2007 Träumen erlaubt
- 04/2007 Sommerwein, wie die Liebe süß und wild (Duett with Nik P.)
- 08/2007 Ich darf mich nicht in Dich verlieben
- 0/2007 Ein Tag zu wenig
- 03/2008 Mir schenkst Du Rosen
- 06/2008 Lass uns noch einmal lügen
- 10/2008 Die Träume einer Frau
- 02/2009 Tausend Frauen
- 09/2009 Mein Herz lässt Dich nie allein

#### Álbums
- Halt' mich fest (Intercord 1988)
- Etwas für die Ewigkeit (Intercord 1989)
- Spuren einer Nacht (Intercord 1990)
- Wo kommen die Träume her (Intercord 1991)
- Nah bei Dir - Ausgewählte Lieder (Intercord 1992)
- Du ich lieb' Dich (EMI 1992)
- Claudia Jung (EMI 1994)
- Sehnsucht (EMI 1995)
- Winterträume (EMI 1996)
- Augenblicke (EMI 1997)
- Für immer (BMG 1999)
- Auch wenn es nicht vernünftig ist (Polydor 2001)
- Auch wenn es nicht vernünftig ist (with bonus Koch 2002)
- Best of (Electrola 2002)
- Seelenfeuer (KOCH 2003)
- Herzzeiten (KOCH 2004)
- Träumen erlaubt (KOCH 2006)
- Sommerwein, meine schönsten Sommersongs (Koch 2007)
- Unwiderstehlich (KOCH 2007)
- Hemmungslos Liebe (KOCH 2008)
- Hemmungslos Liebe (De-Luxe edition Koch 2008)
- Geheime Zeichen (Koch 2009)
- Gelacht, geweint, geliebt - Best Of (Koch 2010)

#### DVD
- Claudia Jung - Mein München (Polydor 2001)

## Política
Em 2 de março 2008 Claudia Jung foi eleita por sulfrágio livre na Baviera para o conselho distrital do distrito de Pfaffenhofen. Desde então, ela age como vereadora representando a comunidade de eleitores cristãos do município Gerolsbach. Além disso, Claudia Jung, em 19 de maio de 2008, foi na eleição distrital uma entre os 124 candidatos do (partido) "Freien Wählern" diretamente nomeados para o parlamento do estado da Baviera, sendo nomeada em 13 de Junho de 2008 para a Assembleia da Alta Baviera.
Nas eleições regionais em 28 de Setembro de 2008 Claudia Jung alcançou na votação distrital em Pfaffenhofen a.d.Ilm, Schrobenhausen, 19,4% dos votos primários, o que colocou-a atrás de Erika Görlitz (43,6%) e na frente de Astrid Welter-Herzberger (12,8%). Ela também pertence à "Ausschluss für Soziales, Familie und Arbeit" (Comissão para assuntos Sociais, família e trabalho)   e à "Ausschuss für Eingaben und Beschwerden" (Comitê de petições e queixas - ouvidoria), sendo também é representante da Assembléia Legislativa do Estado da Baviera no Conselho de Radiodifusão da Rádio da Baviera.

### Em alemão
- Offizielle Website von Claudia Jung
- Predefinição:Musik-Sammler
- Infos zur neuen CD - Flieg mit mir!
- Eine Claudia Jung Fanseite